# Mi-fugue, mi-raison
 (juin 2017).
Si vous disposez d'ouvrages ou d'articles de référence ou si vous connaissez des sites web de qualité traitant du thème abordé ici, merci de compléter l'article en donnant les références utiles à sa vérifiabilité et en les liant à la section « Notes et références ».
Mi-fugue, mi-raison était une émission de télévision française diffusée entre 1978 et 1980 sur Antenne 2. Présentée par Patrice Laffont, elle était réalisée par Jean-Pierre Spiero pour la première saison et Jean-Noël Roy, pour la seconde. Diffusée le mercredi soir à partir de 20h35, elle comprenait un épisode du Muppet Show.
Elle était issue de l'émission Un sur cinq, dont une bonne partie de l'équipe provient.
Cette émission était adressée aux jeunes, mais également aux adultes comme l'affirmait Patrice Laffont : « On aimerait que cette émission devienne une émission familiale ». Il avait la volonté de montrer une « tranche de vie des jeunes » en direct et en extérieurs.
La musique du générique de l'émission a été composée par François Wertheimer.
Mi-fugue, mi-raison a duré deux saisons, la première du 20 septembre 1978 au 27 juin 1979, la seconde du 3 octobre 1979 au 4 juin 1980.

## Membres de l'équipe
L'équipe était constituée en grande partie de journalistes issus de Un sur cinq. Les membres récurrents étaient :
- Allain Bougrain-Dubourg
- Florence Jammot
- François Jouffa
- Thierry Calmettes
- Jean-Claude Guilbert

## Liste des émissions
Saison 1
- La Nuit, 20 septembre 1978
- Le pouvoir est aux jeunes, 27 septembre 1978
- Le Miroir aux alouettes, 3 octobre 1978
- Alain du passé, Bernard du futur, 11 octobre 1978
- De la nouvelle vague à la nouvelle vogue, 3 janvier 1979

Saison 2
- La Loi du plus fort, 3 octobre 1979
- Les voisins, 7 novembre 1979
- Sorir la nuit, 5 décembre 1979
- La nuit de l'étrange, 9 janvier 1980
- Et si l'on jouait au cinéma? , 6 février 1980
- Les jeux sont faits, 5 mars 1980
- Où va la fête ?, 2 avril 1980
- Saint-Tropez, mythe de vacances, 7 mai 1980
- Où va la musique?, 4 juin 1980